# Hydrolagus melanophasma
El Tiburón fantasma negro del Pacífico Oriental o quimera negra (Hydrolagus melanophasma, literalmente una combinación de "conejo de agua" y "fantasma negro") es una especie de pez de la familia Chimaeridae. A pesar de su nombre, no pertenece al clado Selachii. utilizado para la clasificación moderna de los tiburones. Sin embargo, está relacionado de manera distante con los tiburones en el sentido de que ambos son Chondrichthyes (peces cartilaginosos).

## Antecedentes genereles
La quimera negra (Hydrolagus melanophasma) es una especie de pez de tamaño medio, alcanzando hasta 128 cm de longitud total. Se distribuye desde California hasta el sur de Chile, en profundidades de 30 a 1,800 metros. Se captura incidentalmente en pesquerías de palangre demersal y de crustáceos, aunque el impacto de esta pesca es desconocido. No existe mayor investigación sobre su distribución, ecología, ciclo vital y su interacción con la pesca. La mayoría de su población reside en aguas profundas, fuera del alcance de las pesquerías actuales, lo que sugiere que su población global no ha sufrido disminuciones significativas.

## Aspectos morfológicos
Es una especie muy grande, de color negro uniforme sin marcas o manchas distintivas, excepto una banda más clara que atraviesa el hocico hasta el punto medio entre los ojos que se desvanece rápidamente después de la muerte. El hocico es romo, con una ligera inclinación desde los ojos hasta la punta del hocico, una gran espina de la aleta dorsal ligeramente curvada que se extiende más allá del ápice de la primera aleta dorsal, y una larga segunda aleta dorsal de altura uniforme en todo el cuerpo, y con aletas pectorales grandes, que llegan más allá de las inserciones de la aleta pélvica cuando se ponen en posición horizontal

### Rasgos distintivos
El cuerpo de la quimera negra es grande y robusto, estrechándose hacia una cola filamentosa. Tiene un hocico romo, ojos moderados (22.2-26.0% de la longitud de la cabeza) y canales de línea lateral en surcos abiertos. Las aletas pectorales son grandes y triangulares, mientras que las pélvicas son más cortas. Los machos tienen tenáculos frontales con 35-38 dentículos y cláspers bifurcados que se extienden más allá de las aletas pélvicas. Las hembras tienen almohadillas anales. La primera aleta dorsal es triangular con una espina prominente, y la segunda es larga y de altura uniforme. La aleta caudal tiene lóbulos dorsal y ventral de igual altura. Su coloración es negro uniforme con una banda más clara en el hocico, que desaparece tras la preservación, volviéndose marrón oscuro o púrpura.

## Distribución geográfica
La quimera negra se distribuye en el Océano Pacífico centro y sur oriental, desde el sur de Estados Unidos (California) hasta el sur de Chile.

### Países en que se distribuye en forma nativa
Chile; Colombia; Costa Rica; Ecuador; El Salvador; Estados Unidos (California); Guatemala; Honduras; México; Nicaragua; Panamá; Perú.

### Regiones de Chile en que se distribuye
Se distribuye desde de norte a sur desde la región de Arica y Parinacota hasta lo región de los ríos.
La quimera negra se ha registrado en la plataforma continental y en el talud a profundidades entre los 30–1800 m.